# Saint City Orchestra
Das Saint City Orchestra ist eine Ostschweizer Folk-Punk-Band mit Ursprung in St. Gallen, Schweiz.

## Bandgeschichte
Das Saint City Orchestra entstand 2013 zufällig, als der Bandgründer nach dem Besuch eines Spiels des FC St. Gallen den Organisator einer lokalen Irish Rocknight traf und ihm einen Auftritt zwei Monate später zusagte. Später kamen weitere Bandmitglieder hinzu und ein Management wurde verpflichtet. Seit der Gründung spielte Saint City Orchestra über 400 Konzerte in Europa, mit Schwerpunkt Schweiz, Deutschland, Österreich, Holland.
Nach dem Gewinn des Mx3-Awards bestritten sie am 13. September 2018 in Radio SRF 3 eine knapp zweistündige Musiksession.

## Konzept der Live-Auftritte
Mit Beginn im Jahre 2014 begann das Saint City Orchestra mit drei Stimmen, zwei Gitarren, eine Mandoline, ein Akkordeon, eine Geige, einen Bass und ein Tamburin und verfolgt das Konzept: „Weniger ist manchmal eben doch mehr.“ Dabei werden Eigenkompositionen mit eigenwilligen Interpretationen von Flogging Molly, Dropkick Murphys oder Mumford & Sons kombiniert. Typisch für ihre Auftritte ist unter anderem die Interaktion mit dem Publikum.
2017 entschied sich der Violinspieler Till Schacher die Band aus persönlichen Gründen zu verlassen, kurzfristig inmitten der Albumproduktion konnte Eva Way als Ersatz gefunden werden, welche direkt auch die Songs für das Album CHAOS einspielte.
Später erweiterte Saint City Orchestra das Drum-Set von einem im Stand gespielten Bassdrum zu einem vollwertigen Schlagzeug, welches ebenfalls zuerst noch von Mäsi Eigenmann im Stehen gespielt wurde, dann aber als zweiter Schritt erweitert wurde und bis 2023 im üblichen Stil im Sitzen spielte. 2018 wurde entschieden, die Band mit einer E-Gitarre zu erweitern. Lorenzo Scrinzi wurde daraufhin aufgenommen und fungiert nun darüber hinaus als Music Director der Band. 2019 verließ Jerome Graf die Band und Rouven Rapp wurde als neuer Bassspieler aufgenommen. Ebenfalls konnte für die Gastspielerin an der Violine eine vollwertige Violine Spielerin gefunden werden, Melodie Pican belegt bis heute diese Position in der Band.
2023 entschied sich Rouven Rapp, die Band zu verlassen. Daraufhin wechselte Mäsi Eigenmann intern vom Schlagzeug zum Bass und mit Maurice Manser konnte ein Ersatz für das Schlagzeug gefunden werden.
2024 spielte das Saint City Orchestra am Riverside Festival in Aarburg direkt vor Flogging Molly.
Zudem feierte die Band am 6. Dezember 2024 ihr 10-jähriges Bestehen mit einem Jubiläumskonzert im Presswerk Arbon.

## Musikalischer Stil
Das Saint City Orchestra spielt eine Mischung aus Irish Folk, Punkrock und Pop-Rock.
Typisch sind treibende und schnell gespielte Drum-Beats, die Kombination aus akustischen und elektrischen Instrumenten und die Stimmen aller Bandmitglieder.

## Diskografie

### Studioalben
- 2021: Unified (Label: iGrooveNext.com)[5]
- 2018: Chaos (Label: iGrooveNext.com)[6]

### Singles
- 2017: A Toast (Label: Saint City Orchestra)